# جاكوار إس إس 100
جاكوار إس إس 100 (بالإنجليزية: Jaguar SS100)‏ هي سيارة من تصنيع شركة سيارات جاكوار.